# Georgios Drosinis
Georgios Drosinis, född den 9 december 1859 i Plaka, Aten, död den 3 januari 1951 i Kifisiá, var en grekisk författare.
Drosinis studerade i Tyskland och ägnade sig bland annat åt skolfrågor i hemlandet. Hans poesi liksom hans prosa präglas av idyll och harmoni. Bland hans verk märks diktsamlingen Pyrine romfaia (1922) samt novellen Amaryllis